# آلان جيلدارد
آلان جيلدارد (بالإنجليزية: Alan Geldard) مواليد 16 أبريل 1927 في لانكشر، إنجلترا، هو دراج إنجليزي. شارك في دورة الألعاب الأولمبية الصيفية وفاز بميدالية أولمبية.

## الميداليات
| الميدالية | المسابقة                       |
| --------- | ------------------------------ |
| برونزية   | الألعاب الأولمبية الصيفية 1948 |